# 环鬼笔醇
环鬼笔醇是一种有机化合物，分子式C7H12O5，可作为β-葡糖苷酶的强效不可逆抑制剂。它可以甲基呋喃木糖苷（由D-木糖在HCl甲醇溶液中的糖苷化反应得到）为原料，经多步反应得到。